# Uštknutí hadem

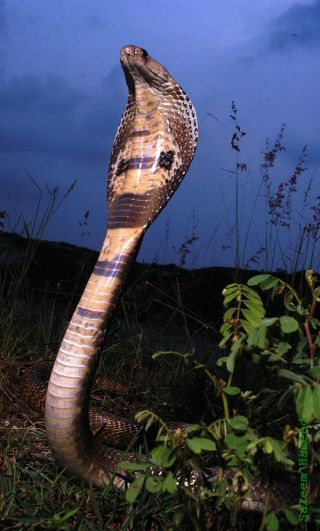
Kobra indická

Uštknutí je poranění způsobené zuby jedovatého hada. Jedná se o bolestivé bodné rány s tendencí ke krvácení a zanícení. Při kousnutí hadem nemusí vždy dojít k uštknutí, neboť had jedem šetří a může se až během útoku rozhodnout jed nepoužít.
Podle statistiky přísluší na 1000 hadích kousnutí asi 500 uštknutí a pouze jeden mrtvý . Naproti tomu infekce je velmi častou komplikací pokousání.

## Typy jedů
- Hemotoxin (rozpad krvinek) – způsobuje bolest, otok, modřiny, puchýře
- Neurotoxin (poškození nervů) – projevuje se změnou citlivosti, mravenčení, otok, křeče
- Cytotoxin (rozpad tkáně) – tkáň uštknutého se začne rozkládat, vyvolává i otoky a bolesti

## Ošetření hadího uštknutí vČesku

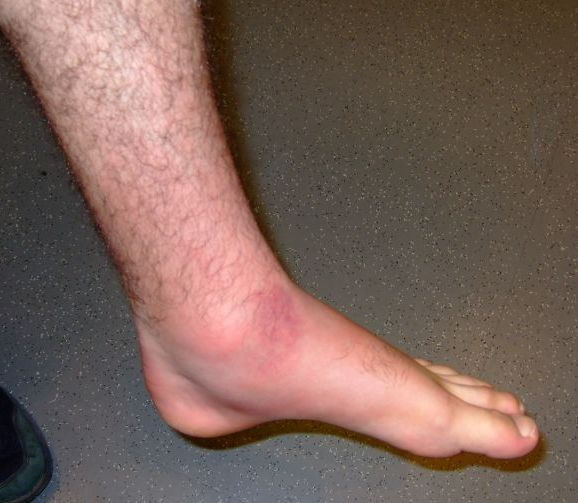
Noha po zmijím uštknutí

V Česku se přirozeně vyskytuje pouze jeden druh jedovatého hada – zmije obecná. Případy uštknutí s následkem smrti nastávají jen jednou za několik desítek let.
Smyslem ošetření je zpomalit vstřebávání jedu. Proto je vhodné ránu dezinfikovat a nechat ji volně krvácet, aby se část jedu vyplavila. Postižený by měl zůstat v klidu. Je třeba sejmout stahující předměty a postižené místo umístit pod úroveň srdce – např. nechat pokousanou ruku s dlahou volně viset z nosítek. Transport postiženého je třeba zajistit pokud možno s minimem jeho vlastního pohybu – ideálně na nosítkách.
Po uštknutí zmijí je nevhodné používat škrtidlo. Riziko smrti je nízké a dlouhodobé zaškrcení poškozuje končetinu a může si následně vynutit její amputaci. Zaškrcení trvající déle než cca hodinu povede k amputaci téměř jistě. I odsávání jedu je velmi nevhodné – pochybný efekt, ale dochází k prokrvení rány a tím rychlejšímu postupu jedu k srdci. Nevyřezávat tkáň – nastane ještě větší zbytečné poškození. Sérum nemá aplikovat laik – hrozí těžká alergická reakce organizmu na sérum, která je nebezpečnější než účinek jedu. Pro aplikaci séra musí mít postižený zázemí lékařské pomoci v nemocnici a uložíme do protišokové polohy. Hady není vhodné honit kvůli identifikaci, aby nedošlo k dalšímu uštknutí.